# 呪呪呪/死者をあやつるもの
『呪呪呪/死者をあやつるもの』（じゅじゅじゅ/ししゃをあやつるもの、原題：謗法: 在此矣、朝: 방법: 재차의、英: The Cursed: Dead Man’s Prey）は、2021年の韓国のアクション・ホラー映画。2020年に韓国tvNで放映されたテレビドラマ『謗法～運命を変える方法～』の続編。

## ストーリー
韓国で配信中のネットニュース「都市探偵」のキャスターであるイム・ジニは、謎の人物から、「昨夜の“死体による殺人事件”の犯人だ」との連絡を受けた。夫で刑事のソンジュンが止めるのも聞かずにインタビューを強行するジニ。現れた男は、「スンイル製薬のピョン会長が謝罪しなければ重役たちを順に殺す」と言い置くと、土くれのような古い死体と化して動かなくなった。
死体を蘇らせ操る術はインドネシアの秘術で、呪術師をデゥクン、操られる死体はジェチャウイと言った。なぜスンイル製薬が狙われるのか探偵に調べさせるジニ。半年ほど前にスンイル製薬は新薬の治験で、秘密裏にホームレスや、不法滞在の外国人を100人雇い、全員を死亡させていたことが分かった。
警官隊が守るスンイル製薬を襲撃する100人のジェチャウイ(死んだ治験者たち)。撃たれても倒れないジェチャウイに襲われて死ぬ重役。ジェチャウイたちは死体に戻ったが、警護していたソンジュン刑事が猛毒に感染し、意識不明で入院した。ソンジュンの症状は病気ではなく呪いで、呪術者を殺さなければ助からないと覚悟するジニ。
違法な治験で死人を出した主犯は、実は重役たちではなく、スンイル製薬の会長の娘ミヨンだった。ミヨンが開発しているのは化学兵器で、ソンジュン刑事が感染した猛毒がその原料だった。更に、インドネシアから霊能者風の男が家族を探して韓国に来たことが分かった。その男こそ死人を操る呪術師(デゥクン)であり、行方不明の家族とはスンイル製薬の治験で死んだ不法滞在者だと推理するジニたち。
呪いをかけるためには治験者が死んだ場所が重要だと知り、製薬会社の研究所へ向かうジニ。閉鎖された研究所でジェチャウイに襲われたジニは、間一髪でソジンに救われた。ソジンはジニを姉と慕う少女で、長く身を隠していた謗法師(霊能者)だった。
身の危険を感じて、父である会長に謝罪会見を開かせるミヨン。だが、不誠実な謝罪に怒った呪術師(デゥクン)は、治験で死んだ娘のジェチャウイを使って会長を襲わせた。製薬会社でジニが事件を中継すると同時に、研究所で呪術師(デゥクン)の本体を発見し、魔術で倒すソジン。
命拾いする製薬会社の会長。実権を握りたい娘のミヨンは、停止したジェチャウイに罪を着せて父親を毒殺した。その場面は撮影できないジニ。だが、音声は生中継で数万人の視聴者に放送されていた。音声だけでは証拠不十分でミヨンは釈放されたが、ソジンが戻った今、ジニはミヨンを懲らしめる手段に困らなかった。

## キャスト
| 役名                   | 俳優               | 日本語吹替     |
| ---------------------- | ------------------ | -------------- |
| イム・ジニ             | オム・ジウォン     | 恒松あゆみ     |
| 謗法師ペク・ソジン     | チョン・ジソ       | 磯部莉菜子     |
| チョン・ソンジュン     | チョン・ムンソン   | 宮崎遊         |
| キム・ピルソン代表     | キム・イングォン   | ボルケーノ太田 |
| タク・ジョンフン教授   | コ・ギュピル       | 松川裕輝       |
| ピョン・ミヨン常務     | オ・ユナ           |                |
| イ・サンイン専務       | クォン・ヘヒョ     | 橋本しんめい   |
| ジェシー・ジョン       | イ・スル           |                |
| パク・ウチャン         | パク・チャヌ       | 上住谷崇       |
| ドゥクン・サンテット   | チャド・パーク     |                |
| パク・ヨンホ           | チョ・ハンチョル   |                |
| ユ・ジョンフン刑事     | ナム・ヨヌ         |                |
| カン・ヨンス刑事       | ヨン・ウジン       |                |
| 課長                   | キム・ヒチャン     |                |
| ピョン・スンイル会長   | チョン・グフファン |                |
| キム・ミンソプ理事     | チョン・ジェソン   |                |
| キム・ジョンギュン所長 | キム・グァンヒョン |                |
| チョン・ジュボン       | イ・ジュンオク     |                |

## スタッフ
- 監督：キム・ヨンワン
- 脚本・原作：ヨン・サンホ
- プロデューサー：ハン・ドンファン
- プロダクションデザイナー：チョン・ミンギョン
- 撮影監督：イ・ジフン
- 音楽監督：キム・ドンウク
- 特殊メイク：ファン・ヒョギュン
- スタントコーディネーター：チェ・ボンロク
- 振付：チョン・ヨン